# اوژن پی
اوژن پی (فرانسوی: Eugène Py‎؛ زاده ۱۹ مه ۱۸۵۹ - درگذشتهٔ ۲۶ اوت ۱۹۲۴) عکاس و سینماگر پیشگام فرانسوی‌تبار اهل آرژانتین بنیان بود که بنیانگذار سینمای آرژانتین لقب گرفته است. او نخستین کسی بود که تجهیزات فیلمسازی را از فرانسه وارد آرژانتین کرد و فیلمش پرچم آرژانتین تا مدتها نخستین فیلم تاریخ سینمای آرژانتین به‌شمارمی‌رفت، هرچند اکنون مشخص شده که یک کارگردان آلمانی به نام فدریکو فاینر (Federico Figner) سه فیلم کوتاه را زودتر از او فیلمبرداری کرده است.